# Ujazd (powiat Tomaszowski)
Ujazd is een dorp in het Poolse woiwodschap Łódź, in het district Tomaszowski. De plaats maakt deel uit van de gemeente Ujazd en telt ca. 1700 inwoners.